# آلبرت پترشون
آلبرت پترشون (سوئدی: Albert Pettersson؛ ۵ مه ۱۸۸۵ – ۸ مارس ۱۹۶۰) وزنه‌بردار اهل سوئد بود.
وی در مسابقات کشوری و بین‌المللی در مجموع برندهٔ ۲ مدال برنز شده‌است.